# Coronapsylla jarvisi
Coronapsylla jarvisi  (лат.) — вид блох из семейства Stephanocircidae, единственный представитель рода Coronapsylla Traub et Dunnet, 1973. Австралия: Виктория, Новый Южный Уэльс. Паразитируют на представителях семейства хищные сумчатые (Dasyuridae) из рода Antechinus: желтоногая сумчатая мышь (Antechinus flavipes Waterhouse, 1838), бурая сумчатая мышь (Antechinus stuartii Macleay, 1841), сумчатая мышь Свенсона (Antechinus swainsonii Waterhouse, 1840).
Длина самцов 2,7 мм, самок — 3,3 мм. Вид был впервые описан в 1908 году английским энтомологом лордом Ротшильдом под названием Stephanocircus jarvisi Rothschild, 1908, а в 1973 году выделен в отдельный род Coronapsylla Traub & Dunnet, 1973.